# Arvīds Lejnieks
Arvīds Roberts Lejnieks (* 29. Juli 1916; † unbekannt) war ein lettischer Eisschnellläufer und Bahnradsportler.
Lejnieks nahm an der Mehrkampf-Weltmeisterschaft 1936 in Davos teil. Dabei belegte er den 24. Platz. Bei den folgenden Olympischen Winterspielen 1936 in Garmisch-Partenkirchen errang er den 29. Platz über 5000 m und den 23. Platz über 10.000 m. Als Bahnradsportler startete er bei den Weltmeisterschaften 1934 und wurde in den Jahren 1935 und 1937 lettischer Meister.

## Persönliche Bestleistungen
| Disziplin | Zeit        | Datum           | Ort                    |
| --------- | ----------- | --------------- | ---------------------- |
| 500 m     | 48,3 s      | 1. Februar 1936 | Davos                  |
| 1500 m    | 2:39,1 min  | 1. Februar 1936 | Davos                  |
| 5000 m    | 9:11,9 min  | 6. Februar 1936 | Garmisch-Partenkirchen |
| 10.000 m  | 18:41,2 min | 6. Februar 1936 | Garmisch-Partenkirchen |